# Шарм (Ен)
Шарм (фр. Charmes) насеље је и општина у североисточној Француској у региону Пикардија, у департману Ен (Пикардија) која припада префектури Лаон.
По подацима из 2011. године у општини је живело 1651 становника, а густина насељености је износила 451,09 становника/km². Општина се простире на површини од 3,66 km². Налази се на средњој надморској висини од 45 метара (максималној 100 m, а минималној 47 m).

## Демографија
| 1962. | 1968. | 1975. | 1982. | 1990. | 1999. | 2011. |
| ----- | ----- | ----- | ----- | ----- | ----- | ----- |
| 1.924 | 1.910 | 1.778 | 1.751 | 1.855 | 1.749 | 1.651 |

График промене броја становника у току последњих година